# Rhynchospora baldwinii
Rhynchospora baldwinii är en halvgräsart som beskrevs av Asa Gray. Rhynchospora baldwinii ingår i släktet småag, och familjen halvgräs. Inga underarter finns listade i Catalogue of Life.